# Elimia cahawbensis
Elimia cahawbensis é uma espécie de gastrópode da família Pleuroceridae. É endémica dos Estados Unidos da América.